# 貝氏扁隆頭魚
貝氏扁隆頭魚，為輻鰭魚綱鱸形目隆頭魚亞目隆頭魚科的其中一種，分布於東大西洋區，從西班牙至茅利塔尼亞海域，棲息深度1-50公尺，體長可達20公分，棲息在近海海草生長的岩石海域，生活習性不明。

## 擴展閱讀
維基物種上的相關：貝氏扁隆頭魚